# Michael Chabon
Michael Chabon (* 24. květen 1963 Washington, D.C.) je americký spisovatel a scenárista židovského původu. Za knihu Úžasná dobrodružství Kavaliera a Claye (The Amazing Adventures of Kavalier & Clay) získal roku 2001 Pulitzerovu cenu. Mnoho cen (Hugo, Nebula aj.) mu rovněž přinesla kniha Židovský policejní klub (The Yiddish Policemen's Union) z roku 2007. V obou využil svůj oblíbený literární žánr tzv. alternativní historie. Píše i scénáře, dětské knihy či komiksy.

## Život
Narodil se ve Washingtonu, ale mládí prožil v Pittsburghu, který je dějištěm některých jeho próz. Na tamní univerzitě získal titul bakaláře. Ve studiu pokračoval na University of California, Irvine. Se svou druhou manželkou, spisovatelkou Ayelet Waldmanovou, a čtyřmi dětmi žije v Berkeley. Rukopis jeho prvního románu Záhady Pittsburghu zaslal bez autorova vědomí jeho učitel tvůrčího psaní v Irvine Donald Heiney nakladateli, který obratem mladému autorovi vyplatil zálohu 155 000 dolarů. Po jeho vydání se Chabon stal v americkém literárním světě celebritou.

## Dílo

### Telegraph Avenue
V rozsáhlém románu Telegraph Avenue z roku 2012 (česky 2014) autor popisuje několik letních dní v životě sukničkářského Afroameričana Archieho Stallingse a jeho mrzoutského bělošského společníka Nata Jaffea, kteří na okraji Oaklandu v Kalifornii provozují obchod s použitými vinylovými deskami. Jejich nepříliš prosperující byznys však ohrožuje plánovaná stavba několikapatrového obchodního centra jen několik bloků od nich. Zatímco Nat se pouští do boje proti chystanému projektu, Archie je nucen vypořádat se především s řadou osobních problémů. Jeho manželka Gwen s ním čeká dítě, do města se po letech vrací jeho nespolehlivý otec Luther, který by rád restartoval zašlou hereckou kariéru, a navíc se do sousedství přistěhuje černošský chlapec Titus, který - jak Archie k vlastnímu překvapení zjišťuje - je plodem jednoho krátkého románku, na který by si Archie byl býval už ani nevzpomněl.
Na příkladu Archieho a Natova obchodu s gramodeskami rozvíjí Chabon v Telegraph Avenue téma konkurenceschopnosti maloobchodníků vůči novodobým obchodním centrům. Ještě více jej však zajímá téma otcovství, které zkoumá z nejrůznějších úhlů pohledu. Pocit křivdy definuje z velké části vztah Archieho k jeho otci Lutherovi, ale též mladíka Tita k Archiemu. Kromě toho je Archie konfrontován i s rolí nastávajícího otce.

### Filmové a televizní scénáře
Chabon je spoluautorem námětu pro film Spider-Man 2 (2004) a jedním ze scenáristů snímku John Carter: Mezi dvěma světy (2012).
V roce 2018 se stal členem tvůrčího týmu sci-fi série Star Trek. Je spoluscenáristou dílu „Calypso“ krátkometrážního antologického seriálu Star Trek: Short Treks a v letech 2019–2020 se coby výkonný producent, scenárista a showrunner podílel na první řadě seriálu Star Trek: Picard.

### Romány
- The Mysteries of Pittsburgh (1988)
- Wonder Boys (1995)
- The Amazing Adventures of Kavalier & Clay (2000)
- The Final Solution (2004)
- The Yiddish Policemen's Union (2007)
- Gentlemen of the Road (2007)
- Telegraph Avenue (2012)
- Moonglow (2016)

### Povídkové sbírky
- A Model World and Other Stories (1991)
- Werewolves in Their Youth (1999)